# James Rachels
James W. Rachels, ameriški filozof, * 30. maj 1941, Columbus, Georgia, Združene države Amerike, † 5. september 2003, Birmingham, Alabama.
Ukvarjal se je z etiko in živalskimi pravicami.

## Življenje
Leta 1962 je zaključil šolanje na univerzi Mercer, ki je najstarejša zasebna šola v Georgii. Leta 1967 je doktoriral s področja filozofije, pod mentorstvom W. D. Falk in E. M. Adams, na Univerzi Severne Karoline v Chapel Hillu.
Svojo kariero je posvetil predvsem poučevanju na mnogih znanih ameriških univerzah. Zadnjih 26 let svojega življenja pa je poučeval na Univerzi Alabame v Birminghamu.
Ukvarjal pa se ni le s poučevanjem, ampak je bil zelo aktiven tudi na področju filozofije nove dobe. Deloval je na etičnem področju, bil pa je aktiven tudi na področju varovanja živali in njihovih pravic. Prepričan je bil, da bi morali starši dajati drugim otrokom ravno toliko moralne podpore, kot so le-te deležni njihovi otroci. Kasneje pa je tudi spoznal, da ga je dolgotrajno analiziranje moralnih vprašanj privedlo do sprejetja utilitarizma, v skladu s čimer pa je tudi sprejemal in si razlagal tako človeško kot tudi nečloveško srečo. 
Napisal je 6 knjig, 85 esejev in imel skoraj 300 znanstvenih predavanj. Umrl je zaradi raka v 62 letu starosti. 

### Družina
Rachels je bil poleg Cindy Withrow in Jean Holt tretji otrok Jamesu in Velmi Rachels. Leta 1962 se je poročil z Carol Williams, s katero je imel dva sinova, Davida in Stuarta. Njegov vnuk Pence je rekel, da je bila filozofija za Rachelsa, tako kot za Sokrata, priprava na smrt, s tem ko je do konca svojega življenja pisal zadnjo knjigo.

## Dela
Njegovo najbolj poznano delo ima naslov Elementi moralne filozofije (The elements of Moral Philosophy), kjer so lahko opazne tudi njegove prvine in značilnosti pisanja, kot je na primer izpostavljanje zapletenih filozofskih načel. Delo je izšlo v šestih različnih izvodih, zadnji je izšel 2009 pod uredništvom njegovega sina Stuarta Rachelsa. V delu je Rachels zajel področja etike, subjektivizma, emotivizma in psihološkega egoizma. Za dokaze svojega mišljenja uporablja vsakdanje primere, ki olajšajo razumevanje filozofskih načel. 
V članku za revijo The New England Journal of Medicine je leta 1975 za primer postavil bolnika, ki umira za neozdravljivim rakom na grlu v strašnih bolečinah, ki ne morejo biti več olajšane.
V slovenščino sta prevedeni dve njegovi deli: Pravica do smrti : evtanazija in morala (leta 1987), ter Kant in kategorični imperativ (leta 2004). Rachels je omenjen še v članku Friderika Klampferja: O (domnevno) moralno pomembnih razlikah med ubijanjem in puščanjem umreti (1992).

### Ostala dela
- With Stuart Rachels (2008). The Truth About the World : Basic Readings in Philosophy. Boston: McGraw-Hill Higher Education. ISBN 978-0-07-338661-4.
- With Stuart Rachels (2006). The Legacy of Socrates: Essays in Moral Philosophy. Columbia University Press. ISBN 0-231-13844-X.
- (1998). Ethical Theory: Theories About how we Should Live. Oxford University Press. ISBN 978-0-19-875186-1.
- (1997). Can Ethics Provide Answers?: And Other Essays in Moral Philosophy. Rowman & Littlefield Pub Inc. ISBN 0-8476-8347-8.
- (1990). Created From Animals. Oxford University Press. ISBN 0-19-217775-3.
- (1989). The Right Thing to Do: Basic Readings in Moral Philosophy. Random House. ISBN 0-07-340740-2.
- (1986). The End of Life: Euthanasia and Morality. Oxford University Press. ISBN 0-19-286070-4.
- (1986). The Elements of Moral Philosophy. New York: Random House. ISBN 0-07-803824-3.